# ヘルマン・ツィルヒャー
ヘルマン・カール・ヨーゼフ・ツィルヒャー（Hermann Karl Josef Zilcher, *1881年8月18日 フランクフルト・アム・マイン — †1948年1月1日 ヴュルツブルク）は、ドイツのピアニスト・指揮者・音楽教師で後期ロマン派音楽の作曲家。
音楽教育家としてずば抜けた名声を博したことでも知られている。さらに1920年代初頭から、ヴュルツブルク・モーツァルト音楽祭の発起人としても名を馳せた。門人に、ノルベルト・グランツベルクやカール・ヘラー、ヴィンフリート・ツィリッヒ、クルト・アイヒホルン、カール・オルフらの名が挙げられる。父親パウル（*1855年–†1943年）はピアノ教師で作曲家、息子ハインツ＝ラインハルト（*1906年–†1967年）はシュテティーンやハンブルク、デュースブルクで活動した指揮者、娘エヴァ（*1920年–†1994年）は舞台女優というように、芸術・芸能の一家であった。

## 略歴
ピアノ教則本や室内楽曲によって作曲家として知られた父パウル・ツィルヒャーの手解きにより、ピアノの早期教育を受ける。1897年よりフランクフルト・ホーホ音楽院において、ピアノをジェームス・クヴァストに、対位法と楽式論をイヴァン・クノルに、作曲をベルンハルト・ショルツに師事。音楽院卒業の際に、地元フランクフルトよりモーツァルト賞を授与された。1901年にベルリンに行くと、とりわけ声楽家や器楽奏者の伴奏者として名をあげた。1905年にピアノ教師としてホーホ音楽院に復帰する。1908年にフェリックス・モットルによってミュンヘン芸術アカデミーのピアノ教授に、1916年には作曲法教授に任命された。ミュンヘンでは、オットー・ファルケンベルク（*1873年–†1947年）とともに、ミュンヘン宮廷合奏団の指揮者として積極的に活動し、同楽団のために劇付随音楽を作曲している。
1920年にはバイエルン州立ヴュルツブルク音楽院の院長に就任し、1922年には世界的に知られたヴュルツブルク・モーツァルト音楽祭を創設して、音楽院と都市に有意義な音の建造物を築き上げた。ツィルヒャーはこの功績のために早くも1924年に、バイエルン州政府より枢密参事官に、ヴュルツブルク大学医学部より名誉博士に選任されている。1920年代の末にはヴュルツブルク室内管弦楽団を結成した。同楽団は、じきに地域の枠を超えて有名になった。さらにツィルヒャーは、次第に客演指揮者として他のオーケストラと契約するようになり、そのためヴィルヘルム・フルトヴェングラーの招待でベルリン・フィルハーモニー管弦楽団を指揮した。この頃のツィルヒャーは、アルノルト・シェーンベルクやエルンスト・クルシェネク、パウル・ヒンデミットの作品を上演した。1933年にはヒンデミット自身がツィルヒャーの指揮のもとに、ヴィオラ奏者として自作の《ヴィオラ協奏曲「白鳥を焼く男」》をヴュルツブルクで演奏している。ピアニストとしては、ヴァイオリニストのアドルフ・シーアリングやチェリストのエルンスト・シャンブレーとともにツィルヒャー三重奏団を結成して、1932年にメンデルスゾーンを演奏した。
ナチスの権力掌握後にツィルヒャーは、国粋主義的で反ユダヤ主義的な主張をする「ドイツ文化闘争同盟」に加入した。1933年5月1日付けをもって国家社会主義ドイツ労働者党に入党し、党員番号3561191番を交付されている。マティアス・ヴァーグナーは1935年に、当時まだナチス入党差し止め条項が存続していたために、党員資格に基づいてツィルヒャーに問い合わせたところ、ツィルヒャーは1937年になって1933年5月1日まで遡り、かつてはフリーメイソンの支部員だった にもかかわらず、入党が許可されていたのであった。「国家社会主義自動車軍団」にも2年にわたって配属されている。
1933年にツィルヒャーは、K.M.カウフマンの歌詩によって、体制翼賛的なカンタータ《若人の祈り（Gebet der Jugend）》作品75を作曲した。このカンタータは、1935年11月にフランクフルト放送局の演奏会において作曲者自身の指揮によって初演され、それが放送されると、当時の報道陣の次のような報告が発表された。曰く、「この小さな合唱曲の歌詩は、総統と帝国への忠誠である」。ヨーゼフ・ゲッベルスが1933年11月15日に帝国音楽院の落成式のための演説で次のように述べた。「ドイツ人の生活を再び生きる価値のあるものとしたのは、鋼のようなロマン主義者の流儀なのであります。生存の過酷さを覆い隠すことも、あるいは広い青空の中に逃げ込もうとすることもしないのがロマン主義者であります。」ツィルヒャーは、翌1934年に音楽新聞の中で、ゲッベルスによって喧伝された「鋼のようなロマン主義者」というナチスの音楽観を批判して、非政治的な音楽に賛同することを言明した。「それにまさに音楽というものは、政治家などがいなくても、われわれ音楽家にとってはまさにおそろしく身近なところにあるのに違いない（ロマン主義者の「青い花」や「真夜中の国」などなどを、我々が全く無しに済ますことはできない相談だ）。だがしかし、である。音楽というものでさえ、 ––たとえそれが鋼のようなロマンティックなものでもなければ、剣の触れ合うような音でもなく、あるいは足踏み行進するようなものでもないとしても–– われらが民族精神の闘争に加わっているのであって、最も穏和しい、最も深みのある旋律ですら、ドイツの存続を求める戦いにあっては、全く見逃すことのできない構成要素なのだ。」
1936年にツィルヒャーの自宅の郵便箱がゲシュタポによって事細かに監視されていた。1939年11月1日から1941年12月31日まで、ツィルヒャーはナチ党ヴュルツブルク支部の早くからの公式な参事会員であり、ヴァーグナーによると「市の音楽教育の問題に全力を尽くしていただけだった」。1940年にツィルヒャーは、ケルン市立劇場の依嘱作品として、シェイクスピアの『夏の夜の夢』の舞台音楽を作曲している。この楽曲は、エルンスト・クレーによって、ナチス時代に禁止されたフェリックス・メンデルスゾーンの劇付随音楽の「代用音楽」と呼ばれている。フレッド・プリーベルクは、ナチスの独裁者によって歓迎された代用音楽は、すでに前もって（1939年に）カール・オルフが創っていたと指摘しており、マティアス・ヴァーグナーはツィルヒャーの作品を、「昔の作品に加筆してシェイクスピアの舞台作品へと仕上げた」だけだと看做している。1941年にツィルヒャーの《ヴァイオリン協奏曲》作品92がベルリン・フィルハーモニー管弦楽団の演奏会で取り上げられ、ヴィルヘルム・フルトヴェングラーの指揮で初演された。
ツィルヒャーは、マイン＝フランケン大管区長官オットー・ヘルムートとの長年におよぶ諍いのために、一旦は1937年にヘルムートからマイン＝フランケン文化賞を授与されたにもかかわらず、1943年にモーツァルト音楽祭の監督職ならびにヴュルツブルク青少年国民音楽学校の校長職から解任された。それでも1944年には、モーツァルト音楽祭の大会準備に動員されている。第二次世界大戦が終局に入った1944年の8月に、ヒトラーの承認を受けた『天才名簿』にツィルヒャーの名が記入されたが、しかしながら同時に「芸術家戦時動員（ドイツ語: Künstlerkriegseinsatz，文化的な催し物の際に、指令によって投入される御用文化人）」となり、銃後においては最前線に出撃して防衛するように義務付けられた。
1945年9月14日に、ナチス時代の活動を有罪と匂わせる匿名の告発によって、アメリカ軍の統治機関はツィルヒャーをヴュルツブルク音楽院の院長職から解任し、材木の伐採に徴発した。その際ツィルヒャーは手を怪我している。11月7日に診断書が発行されたお蔭で懲役からは解放された。1947年に《交響曲 第5番》を何とか書き上げると、暫くして心衰弱を起こし、1948年を迎えてすぐに急死した。ツィルヒャーが死んだため、非ナチ化審査機関による最終的な審判は下りずに、死後の折衝が行われただけだった。弁護士の動議に基づいて、1948年6月に訴訟は沙汰止みとなった。マティアス・ヴァーグナーは1948年12月の文書に基づいて、ツィルヒャーは「有罪」ではなく、「単なる『同調者』に格付けするべき」であったと推定している。

### 栄誉
- ヴュルツブルク大学医学部名誉博士号
- バイエルン州枢密参事官
- 1931年 国際モーツァルテウム財団銀メダル
- 1937年 フランケン地方文化賞
- 1941年 国際モーツァルテウム財団金メダル
- 1942年 ゲーテ文芸賞メダル

## 作風と作品一覧
ツィルヒャーの作品は、管弦楽曲や合唱曲に加えて、2つの歌劇や、室内楽、歌曲、ピアノ曲、アコーディオンのための多数の楽曲と、多岐にわたっている。
ツィルヒャーは20世紀音楽の系譜に属しており、その作品は、後期ロマン派音楽からモダニズムに至る期間の、過渡的な音楽様式に依拠している。1926年にはアルフレート・アインシュタインによって、「ブラームスの後継者という一面と、新ロマン主義や印象主義への傾斜という一面とを併せ持つ、傑出したドイツの作曲家」と特徴付けられている。また、音楽学者のバルバラ・ハースは次のように要約する。「ヘルマン・ツィルヒャーは、新しさと古さの相半ばする作曲家であったと呼ぶことができる。ツィルヒャーは穏当なモデルネの作曲家であり、その音楽語法は、19世紀音楽から発展したものだった。この音楽語法は、独創的な個人的特徴によって豊かにされている。」このような個人的な特徴は、形式の単純化や明晰さに対する傾向や、精巧な対位法の愛用、–わけても後期作品において–単一の主題の集中や画一的な基調への好みに表れている。さらに、「民謡調」への偏愛が加えられる。「民謡調」は、シューマンやブラームスが手本として分かち合っただけでなく、バルトークやヒンデミットのようなモダニズムの作曲家によっても見出されたものだった。
ツィルヒャーの存命中にとりわけ成功を収めたのは、オラトリオ《愛の典礼（Die Liebesmesse）》（1912年脱稿、1913年シュトラースブルクにて初演）や、混声四部合唱とピアノのための《ドイツの民謡劇（Deutschen Volksliederspiel）》（1915年）、フルトヴェングラーの指揮とベルリン・フィルハーモニー管弦楽団の演奏で初演された《ヴァイオリン協奏曲 第2番》（1942年）である。遺作の《交響曲 第5番》は、オイゲン・ヨッフムによってハンブルクで死後初演されると、積極的に歓迎された。西ドイツ時代はツィルヒャーの作品は滅多に上演されなかった。ようやく1990年代になって、ツィルヒャーの音楽作品への幅広い関心がよみがえり、数々の録音や演奏に接することができるようになったのである。

### 交響曲
- 第1番 イ長調 作品17 （1906年）
- 第2番 ヘ短調 作品23 （1908年～1909年）
- 第4番 嬰ヘ短調 作品84
- 第5番 ハ短調 作品112 "...und dennoch!..." （1947年）

### 協奏曲
- チェロと管弦楽のためのコンツェルトシュテュック イ短調 作品21
- ピアノ協奏曲 第1番 ロ短調 作品20 （1912年～1913年）
- ピアノ協奏曲 第2番 ヘ長調 作品102 （1945年）

### 管弦楽曲
- ピアノとティンパニー、弦楽合奏のための《夜と朝》（Nacht und Morgen für 2 Klaviere, Pauken und Streicher）作品24 （1917年）
- 12楽器のための喜劇組曲《頑固者たちの懐柔》（Der Widerspenstigen Zähmung, Lustspielsuite für 12 Instrumente）作品54b （1925年）
- シェイクスピア劇『お気に召すまま』への付随音楽（Musik zu "Wie es euch gefällt" von Shakespeare） 作品33
- 12人の器楽奏者（もしくは小オーケストラ）のための10の間奏曲《音楽笑劇（シェイクスピアの『間違いの喜劇』のための付随音楽）》（Musica buffa, Musik zur "Komödie der Irrungen" von Shakespeare, 10 Intermezzi für 12 Instrumente (Schlagzeug) oder kleines Orchester）作品73 （1935年）

### 室内楽曲
- ピアノ五重奏曲 嬰ハ短調 作品42 （1918年）
- ピアノ三重奏曲 ホ短調 作品56 （1926年）
- クラリネット、チェロとピアノのための《変奏曲形式による三重奏曲 イ短調》作品90（1938年）
- 弦楽四重奏曲 ハ短調 作品104 （1945年）
- ヴァイオリンとアコーディオンのための《モーツァルトの主題による変奏曲》作品94
- ヴァイオリンとアコーディオンのための《フランス民謡による変奏曲》作品97

### ピアノ曲
- 2台ピアノのための交響曲（交響曲 第3番）イ長調 作品50  （1923年）
- 4つのフモレスケ 作品5 （1903年）
- 7つのスケッチ 作品26 （1911年）
- 9つの練習曲《絵本（Bilderbuch）》作品34 （1916年）
- 6つの小品《夜の調べ（Klänge der Nacht）》 作品58 （1927年）
- 3つのクリスマスの小品（Drei Weihnachtsstücke） 作品61 （1928年）

### アコーディオン用の楽曲
- クロウタドリの歌 作品98
- 小練習曲集（Kleine Übungs- und Vortragsstücke） 作品103
- 2台のアコーディオンのための5つのデュエット 作品106
- 夕べの気分 作品82
- 行進曲 作品82
- 牧場の踊り 作品88
- 番人の歌 作品88

### 著作物
- 『スケッチ帳から』（Aus meinem Skizzenbuch
- 『書道の手本』（Muster der Handschrift）

## 註記・出典
1. ↑  Joachim Stepp, in Barbara Haas u. a. Hg.: Hermann Zilcher, Tutzing 1999, S. 33.
2. 1 2  Fred K. Prieberg: Handbuch Deutsche Musiker 1933–1945, CD-Rom-Lexikon, Kiel 2004, S. 7983, zur KfdK - und Parteimitgliedschaft siehe auch Ernst Klee: Das Kulturlexikon zum Dritten Reich. Frankfurt/Main 2007, S. 683.
3. ↑  Zur Logenzugehörigkeit siehe Matthias Wagner, in: Mainfränkisches Jahrbuch, Band 50, Würzburg 1998, S. 125, Fußnote 22.
4. ↑  Matthias Wagner, in: Mainfränkisches Jahrbuch, Band 50, Würzburg 1998, S. 127, Fußnote 77.
5. ↑  Fred K. Prieberg: Handbuch Deutsche Musiker 1933–1945. CD-ROM-Lexikon 2004, S. 7984 (Zit. aus den RRG Presse-Mitteilungen Nr. 483, 1/XI/35, Blatt 45.
6. ↑  J. Goebbels, in: Signale für die musikalische Welt, XCI/47, Berlin 1933, S. 780.
7. ↑  ZfM CI/9, September 1934, S. 918–925; zitiert nach Fred K. Prieberg: Handbuch Deutsche Musiker 1933–1945. Kiel, 2004, CD-ROM-Lexikon, S. 7985.
8. ↑  Matthias Wagner in: Mainfränkisches Jahrbuch, Band 50, Würzburg 1998, S. 120. ヴュルツブルク市立公文書館に所蔵されたゲシュタポの調書17972号から復刻された筆跡（図6、135頁）に示されているように、ヴァーグナーは誤って1938年と記入している。この書類から読み取れることは、「ツィルヒャー宛ての、あらゆる郵送物や速達・電報」をとりあえず2ヵ月間検閲するということである。監視の継続的な延長が命令されたものだったのかは、依然として決着が付いていない。
9. ↑  Matthias Wagner in: Mainfränkisches Jahrbuch, Band 50, Würzburg 1998, S. 121 und Fußnote 119, S. 129.
10. ↑  Ernst Klee: Das Kulturlexikon zum Dritten Reich, Frankfurt/Main 2007, S. 683.
Fred K. Prieberg: Musik im NS-Staat, Frankfurt/Main 1982, S. 158 ff.
Matthias Wagner in Mainfränkisches Jahrbuch, Band 50, Würzburg 1998, S. 121.
11. ↑  Fred K. Prieberg: Handbuch Deutsche Musiker 1933–1945, CD-ROM-Lexikon, 2004, S. 7987.
12. ↑  Joachim Stepp, in Barbara Haas u. a. Hg.: Hermann Zilcher, Tutzing 1999, S. 36; Fred K. Prieberg: Handbuch deutsche Musiker 1933-1945, CD-ROM-Lexikon 2004, S.7983; Matthias Wagner, in: Mainfränkisches Jahrbuch, Band 50, Würzburg 1998, S. 121.
13. ↑  Matthias Wagner, in: Mainfränkisches Jahrbuch, Band 50, Würzburg 1998, S. 119.
14. ↑  Ernst Klee: Das Kulturlexikon zum Dritten Reich. Frankfurt/Main 2007, S. 683; Oliver Rathkolb: Führertreu und gottbegnadet. Künstlereliten im Dritten Reich, Wien 1991, S. 173 ff.
15. ↑  Wagner, in: Mainfränkisches Jahrbuch, Band 50, Würzburg 1998, S. 119.
16. ↑  Wagner, in: Mainfränkisches Jahrbuch, Band 50 1998, S. 128, Fußnote 91.
17. ↑  Matthias Wagner, in: Mainfränkisches Jahrbuch, Band 50, Würzburg 1998, S. 123.
18. ↑  Alfred Einstein, in: Das neue Musik-Lexikon, Berlin 1926, S. 726
19. ↑  Barbara Haas, in: Hermann Zilcher, Tutzing 1999, S. 119
20. ↑  ライホルト・ジーツはMGGへの記事の中で、「今日ツィルヒャーの作品は世界的にほとんど評価されない」と記した (Reinhold Sietz, 1968, in: MGG Band 14, S. 83.100)